# Saucisson d'âne
Le saucisson d'âne (ou plus justement saucisson à l'âne) est un saucisson industriel. Il résulte d'un mélange entre environ 80 % de viande de porc et 20 % de viande d'âne importée depuis l'Amérique du Sud, et est le plus souvent fabriqué en Italie ou en Ardèche. Des touristes mal informés demandent fréquemment cette fausse spécialité de saucisson aux charcutiers corses, entretenant son commerce.

## En Corse

### Nature
Contrairement à la croyance commune, qui constitue une légende forgée pour le tourisme local, ce saucisson ne contient jamais, ou presque, de viande d'âne corse, mais est fabriqué à partir d'un mélange industriel entre de la viande de porc et de la viande d'ânes importée d'Amérique du Sud,,,. Certains sites marchands proposent ce produit sous l'appellation plus juste de « saucisson à l'âne » : il résulte d'un mélange entre 80 % de viande de porc et 19 % de viande d'âne, lui conférant un goût particulier.

### Histoire
L'origine du saucisson d'âne est difficile à déterminer ; elle pourrait résulter d'une fabrication industrielle à la suite d'une demande des touristes. Les Corses ne consomment en réalité traditionnellement pas de viande d'âne, animal qu'ils considèrent comme un compagnon de travail,. Selon Corse-Matin, dans les années 1930, les ânes de travail corses étaient re-vendus en Sardaigne, d'où par la suite des saucissons d'ânes ont été importés, créant la confusion. Ces animaux étaient aussi vraisemblablement revendus en Italie continentale, où la production de saucisson d'âne est une spécialité dans certaines régions. 
D'après les vendeurs de charcuterie corse, l'ancrage de ce mythe du saucisson d'âne est tel qu'en période estivale, des touristes leur demandent cette fausse spécialité quotidiennement. Cela favorise la commercialisation de ce produit. Dans le parc naturel d'Olva, près de Sartène, un panneau explicatif dément que le saucisson d'âne soit une spécialité locale, seul l'emballage étant produit en Corse. 
Certains éleveurs d'ânes français souhaitent relancer la filière du saucisson avec les races locales (2018), de manière à lutter contre l'importation de viande d'âne pour la fabrication du saucisson : en effet la destination boucherie est rarement sinon jamais indiquée pour les ânes français.

## Circuits de fabrication et de vente
Le « saucisson d'âne » peut être fabriqué en Ardèche, ou ailleurs dans le sud de la France, mais la plupart de ces saucissons sont fabriqués en Italie. Ce saucisson est souvent vendu sur des étals de marchés, dans des grandes surfaces et dans certaines épiceries en tant que produit typiquement corse,,. Les véritables producteurs de charcuterie corse tentent de lutter contre cette fraude, qui constitue une forme d'appropriation de la tradition culinaire corse,.

## Référence culturelle
Cette croyance touristique et la commercialisation de ce produit, qui ne fait pas partie de la charcuterie corse traditionnelle, font l'objet d'une satire dans la série de bande dessinée Petru Santu.
Dans le film "EO" de Jerzy Skolimowski (prix de la Critique au Festival de Cannes 2022), un des personnages affirme incidemment qu'on fait du salami avec de la viande d'âne.[réf. nécessaire]